# 北街

北街的舊景觀

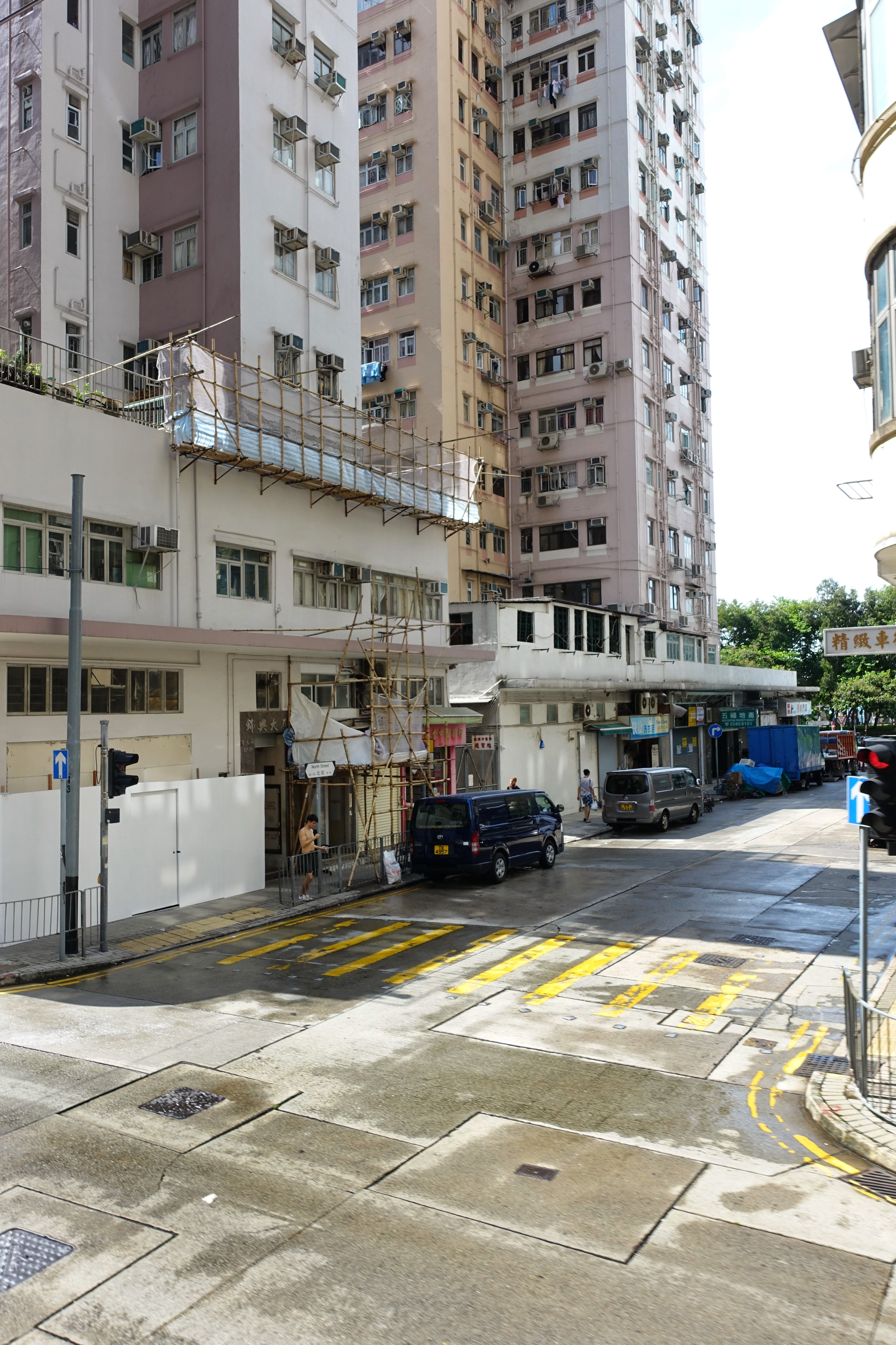
北街和吉席街交界

北街（英語：North Street）是一條香港的街道，位於香港島堅尼地城，北接堅彌地城新海旁，南接石山街，路經吉席街及卑路乍街。這條街道設有數個專線小巴總站，可以乘搭小巴到港島南區或旺角。北街於石山街的盡頭可以看到壁畫和堅尼地城社區綜合大樓。

## 昔日

### 前北街街市
北街街市位於堅尼地城北街12號，建於1935年，共設有40個攤檔，只有1層。在1996年士美非路市政大廈啟用之後，北街街市停用並開始拆卸，被士美非路街市取代，街市的舊址位於現時的采逸軒。

### 街上
以前在北街的車路上滿是大牌檔、小販和路邊攤檔，其中一間大牌檔叫做卓記，現已搬到大廈的舖位繼續營業。平常北街都充滿著人群，熙來攘往，車輛是難以通行的。其他路邊攤檔搬離北街後，成為過海小巴站和小型露天公眾停車場。

### 掘頭路
詳見石山街。
在1996年之前，北街南段和石山街仍然是掘頭路，兩者並不互通。當興建士美非路市政大廈時，石山街的掘頭路開通至士美非路，途經北街。

## 鄰近
- 堅尼地城社區綜合大樓
- 士美非路市政大廈
- 堅尼地城站
- 海怡花園
- 卑路乍街
- 石山街
- 吉席街
- 堅彌地城新海旁

## 註腳
1. ↑  .   [2009-04-22]. （原始内容存档于2016-11-18）.

## 外部連結
- 北街地圖